# François Simon-Grandchamps
François Simon-Grandchamps, né le 23 novembre 1746 à Vitteaux (Côte-d'Or), mort le 9 février 1807 à Bastia (Corse), est un général français de la Révolution et de l’Empire.

## États de service
Il entre en service le 18 novembre 1763, comme aspirant dans l’artillerie, il passe élève le 31 octobre 1764, et il devient lieutenant en premier le 16 juillet 1766, au régiment d'artillerie d'Auxonne. Capitaine par commission le 9 juin 1778, il sert dans la baie de Cancale pour repouser l'escadre anglaise le 13 mai 1779. Il est nommé capitaine en second le 3 juin 1779, capitaine de sapeurs le 13 octobre 1782 et capitaine de bombardiers le 9 mars 1785. 
Il est fait chevalier de Saint-Louis le 24 novembre 1790, et lieutenant-colonel le 1er novembre 1792, à l’armée du Nord. Le 29 mai 1793, il est nommé chef de brigade, directeur de l’artillerie à Metz, et il est promu général de brigade le 31 mai 1793, mais il refuse sa promotion à l’armée des Ardennes. Il est de nouveau promu le 20 juillet 1793, chargé du commandement de la place et du camp de Givet, mais il refuse de nouveau, et sa promotion est annulée le 14 août 1793.
Le 14 octobre 1797, il prend les fonctions de directeur de l’artillerie à Neuf-Brisach, puis il assume le même poste à Bastia le 21 janvier 1802.
Il meurt le 9 février 1807, à Bastia.

## Sources
- (en) « Generals Who Served in the French Army during the Period 1789 - 1814: Eberle to Exelmans »
- Thierry Pouliquen, « Les généraux français et étrangers ayant servis [sic] dans la Grande Armée » (consulté le 2 février 2015)
- (pl) « Napoléon.org.pl »
- Georges Six, Dictionnaire biographique des généraux & amiraux français de la Révolution et de l'Empire (1792-1814), Paris : Librairie G. Saffroy, 1934, 2 vol., p. 459